# 致癌基因 (期刊)
《致癌基因》（Oncogene）是一本自然出版集团（NPG）旗下的同行评审学术期刊，于1987年创刊。该杂志是科学引文索引（SCI）的收录期刊之一，2017年影响因子（IF）为6.854。以影响因子论，《致癌基因》在SCI收录的222种肿瘤学类刊物中排第26位、在292种生物化学与分子生物学类刊物中排第33位、在190种细胞生物学类刊物中排第32位、在171种遗传学与遗传类刊物中排第15位。